# Gary Naysmith
Gary Andrew Naysmith (ur. 16 listopada 1978 w Edynburgu) – szkocki piłkarz występujący na pozycji lewego obrońcy lub lewoskrzydłowego w Huddersfield Town.

## Kariera klubowa
Naysmith swoją karierę piłkarską rozpoczynał w roku 1991 w zespole Whitehill Welfare Colts. Pięć lat później podpisał zawodowy kontrakt z Heart of Midlothian. Zadebiutował tam 17 września w meczu Pucharu Ligi z Celticiem. W Scottish Premier League pierwszy raz wystąpił 21 września w zremisowanym 1:1 spotkaniu z Motherwell. Swój pierwszy sezon w Hearts zakończył z dziewięcioma ligowymi występami. 12 stycznia 1998 roku w meczu z St. Johnstone Naysmith strzelił swoją pierwszą bramkę dla klubu. W sezonie 1997/1998 wraz ze swoim zespołem Naysmith zdobył Puchar Szkocji. W tym samym czasie otrzymał również tytuł najlepszego młodego gracza według SPFA. W Hearts grał do roku 2000, po czym podpisał kontrakt z angielskim Evertonie.
Piłkarz kosztował 1,75 milionów funtów. W nowym zespole pierwszy raz wystąpił 21 października tego samego roku w meczu Premier League z Newcastle United. 11 listopada w meczu z Bradford City strzelił pierwszego gola dla Evertonu. Szybko stał się podstawowym zawodnikiem klubu i sezon 2000/2001 zakończył z 20 meczami w Premier League. Trzy lata później Szkot zagrał po raz setny w lidze angielskiej. Do roku 2007 w Evertonie rozegrał 134 ligowe mecze, w których strzelił sześć bramek.
5 lipca 2007 roku Naysmith za milion funtów przeszedł do Sheffield United. W klubie tym zadebiutował 11 sierpnia w ligowym meczu z Colchester United. Od czasu transferu Naymisth był podstawowym graczem Sheffield. W sezonie 2007/2008 zagrał w 38 meczach Football League Championship. Rok później jego zespół był bliski awansu do Premier League, zajmując w tabeli trzecie miejsce, jednak nie przeszedł przez baraże. W czerwcu 2010 roku jako wolny gracz przeszedł do Huddersfieldu.

## Kariera reprezentacyjna
Naysmith ma za sobą występy w reprezentacji Szkocji do lat 21. W seniorskiej kadrze pierwszy raz wystąpił w maju 2000 roku w meczu z Irlandią. 12 października w wygranym 2:0 meczu z Islandią zdobył pierwszą i jak dotąd jedyną bramkę w barwach narodowych. Od czasu debiutu jest podstawowym zawodnikiem reprezentacji, wystąpił w niej ponad 45 razy. Nie zagrał wraz z nią jednak na Euro ani Mistrzostwach Świata.